# Je t'attends
Ne doit pas être confondu avec Je t'attends chanson de Charles Aznavour et Gilbert Bécaud.
Singles de Johnny Hallyday
Aimer vivre
(1986) J'oublierai ton nom (en duo avec Carmel)
(1987)
Clip vidéo
[vidéo] « Je t'attends », sur YouTube
Je t'attends est une chanson de Johnny Hallyday issue de son album Gang. Écrite et réalisée (comme l'ensemble de l'opus), par Jean-Jacques Goldman, Je t'attends sort en 45 tours en novembre 1986, précédent de quelques semaines la sortie de l'album.

## Développement et composition
Je t'attends est écrite et produite par Jean-Jacques Goldman. C'est le premier des quatre titres extraits de l'album, à être diffusé en single. 

## Clip
Le clip de Je t'attends est réalisé par Bernard Schmitt, collaborateur régulier de Johnny Hallyday.

## Liste des pistes
Single 7" 45 tours (1986, Philips 888 179-7)
1. Je t'attends (3:56)
2. Dans mes nuits... on oublie (3:42)[2]

## Classements et ventes
Premier extrait de l'album Gang à paraître en single 45 tours, Je t'attends entre au Top 50 à la 26e place la semaine du 13 décembre 1986. Le titre, resté dix semaines dans le classement, ne parvient qu'à atteindre la 23e place durant deux semaines du 27 décembre 1986 au 9 janvier 1987. Il quitte le Top la semaine du 14 février 1987 à la 44e place. Les ventes du single atteignent les 80 000 exemplaires
| Classement (1986) | Meilleure position |
| ----------------- | ------------------ |
| France (SNEP)     | 23                 |
| Classement (2017) | Meilleure position |
| France (SNEP)     | 137                |